# Jodi.org
Jodi, o jodi.org, es un dúo de artistas de Internet formado por Joan Heemskerk de Holanda y Dirk Paesmans de Bélgica. Considerados artistas claves del net.art.

## Trayectoria
Tienen antecedentes en la fotografía y el video artísticos; a partir de mediados de la década de 1990 empezaron a crear trabajos artísticos originales para la World Wide Web. Unos años después, también se cambiaron al software artístico y a la modificación artística de juegos de computadora. Desde el 2002, han estado en lo que se ha llamado su periodo de “captura de pantalla”, haciendo trabajos en vídeo grabando la pantalla de su monitor mientras trabajaban, jugaban a videojuegos, o programaban.
En trabajos más recientes, modificaron viejos videojuegos, tales como Wolfenstein 3D, Quake, Jet Silly Willy y Max Payne 2 (2006). La aproximación de Jodi a la modificación de juegos es comparable en muchas maneras al deconstructivismo en la arquitectura, debido a que ellos desarman un juego hasta sus partes más básicas y lo reensamblan de tal forma que no tiene sentido intuitivo. Uno de sus más conocidas modificaciones de Quake ubica al jugador dentro de un cubo cerrado con patrones rotatorios en blanco y negro a cada lado. Este patrón es el resultado de un error en el motor del juego descubierto por los artistas, supuestamente, mediante el método de prueba y error; es generado al momento cuando el motor de Quake intenta y falla al visualizar el interior de un cubo con interiores cuadriculados en blanco y negro.
El periodo de “captura de pantalla” de Jodi inició con el video de instalación a cuatro pantallas “My%Desktop” (2002), que fue estrenado en el Eyebeam Atelier de Nueva York. La pieza, al parecer, ilustraba computadoras gigantescas con Macintosh OS 9 trabajando descontroladamente: abriendo cascadas de ventanas a través de la pantalla, mensajes de error codificados, y archivos replicándose a sí mismos interminablemente. Pero esto no era una computadora volviéndose loca, sino un usuario de la computadora volviéndose loco. Para hacer este video, Jodi simplemente hacía clics al azar y arrastres de forma tan descontrolada, que parecía que ningún humano podía estar al control de semejante caos. Conforme los gráficos explotaban a través de la pantalla, el espectador gradualmente se daba cuenta de que los que inicialmente aparentaba ser un error de computadora era en realidad el trabajo de un humano irracional, juguetón o enloquecido.
El trabajo de Jodi ha sido incluido en un sinnúmero de exposiciones y festivales internacionales, incluyendo la documenta X en 1997. Recibieron un premio “Webby” en la categoría de “Artes” en 1999. En su obligatorio discurso de aceptación de 5 palabras, ellos exclamaron “Ugly corporate sons of bitches!” (“¡Horribles corporativos hijos de puta!”).[cita requerida]

## Trabajos realizados
- http://geogeo.jodi.org/
- http://map.jodi.org/ | Mapa personal de la web.
- http://404.jodi.org/ | Jugando con el error 404.
- http://oss.jodi.org/ | Una "deconstruccion" de la interfaz de usuario de Windows y Mac OS 9, también lanzada en CD-ROM.
- http://sod.jodi.org/ | Modificación de Wolfenstein 3D.
- http://asdfg.jodi.org/
- http://text.jodi.org/
- http://jetsetwilly.jodi.org/
- http://www.wrongbrowser.com/ | Absurda interpretación artística de un navegador [si instalas uno, usa Ctrl+Alt+Del para salir].
- http://www.untitled-game.org/ | También en CD-ROM, doce modificaciones de Quake.
- http://maxpaynecheatsonly.jodi.org/ | Fallos en funciones del videojuego Max Payne 2, nuevo trabajo lanzado en mayo de 2006.
- Entrevista con Jodi en los archivos de la lista de correo de nettime